# Vengeance of the Dead
Pour plus de détails, voir Fiche technique et Distribution.
Vengeance of the Dead est un film muet américain réalisé et interprété par Henry King, sorti en 1917.

## Synopsis
Michael Tcheoff, un espion étranger, intrigue pour voler les plans secrets d'un nouveau sous-marin. Il utilise pour cela Lilas Velso, une ballerine russe qui est amoureuse de l'architecte naval David Royston. Royston, toutefois, donne les plans à son cousin, le Capitaine Salwin des Services secrets américains. Après une représentation de ballet, Tcheoff donne comme instruction à Lilas de demander à Royston d'emmener son cousin au bal. Là, toujours selon les instructions de Tcheoff, Lilas feint d'être malade et demande à Salwin de la ramener chez elle.
plusieurs pages manquent dans la version papier du scénario, soit environ le temps d'une bobine
Avant de mourir, Lilas raconte son histoire à Royston. En Russie, elle vivait dans un taudis avec un mari ivrogne et brutal, elle l'a tué pour l'empêcher de lui prendre ses maigres économies qu'elle avait cachées dans le lit de leur bébé. Tcheoff, qu'elle avait rencontré après avoir été renvoyée de l'école de ballet, en a été témoin et a promis de prendre soin d'elle et de sa fille Mignon.
Lilas morte, Tcheoff jure de se venger. Royston prend soin de Mignon, qui est devenue une jolie jeune femme et réalise qu'il l'aime. Ils se marient. Tcheoff, devenu faible et malade, déménage dans une maison proche de celle du couple et gagne les faveurs de Mignon en la sauvant d'une agression, qu'il avait lui-même orchestrée. Royston, toutefois, a des soupçons et désapprouve que sa femme voie Tcheoff. À la mort de Tcheoff, Mignon hérite de sa fortune et Royston succombe aux rumeurs à propos des relations de sa femme avec le Russe, et lui ordonne de quitter la maison. After leur divorce, il reçoit un message de Tcheoff, daté du jour de sa mort, l'informant que sa femme est innocente et qu'il s'agissait d'un moyen de se venger de la mort de Lilas. Royston rend visite à l'avocat de Mignon et apprend qu'elle a donné naissance à leur enfant. Bien qu'elle soit en colère contre son mari, Mignon accepte de le voir.

## Fiche technique
- Titre original : Vengeance of the Dead
- Réalisation : Henry King
- Production : H.M. Horkheimer, E.D. Horkheimer
- Société de production : Balboa Amusement Company
- Société de distribution : General Film Company
- Pays de production :  États-Unis
- Langue : anglais
- Format : Noir et blanc - 35 mm - 1,37:1 - Muet
- Genre : Espionnage
- Durée : 4 bobines
- Dates de sortie : selon le site de l'AFI, il est possible que ce film ne soit jamais sorti en salle.

## Distribution
- Henry King : David Royston
- Philo McCullough : Michael Tcheoff
- Edward Peters : Capitaine Salwin
- Daniel Gilfether : Chef des services secrets américains
- Lillian West : Lilas Velso et Mignon Velso, sa fille
- Virginia Lee Corbin : Mignon Velso, enfant
- Mollie McConnell : Mme Waite